# Zenon: Z3
Zenon: Z3 es una película de comedia y de ciencia ficción estadounidense de 2004 dirigida por Steve Rash y protagonizada por Kirsten Storms, Raven-Symoné y Lauren Maltby. Es la tercera y última entrega de la trilogía de películas para televisión Zenon de Disney Channel, después de Zenon: Girl of the 21st Century (1999) y Zenon: The Zequel (2001), en la que Zenon debe competir en unos juegos espaciales en la Luna.

## Elenco
- Kirsten Storms como Zenon Kar
- Lauren Maltby como Margie Hammond
- Raven-Symoné como Nebula Wade
- Alyson Morgan como Dasha Plank
- Stuart Pankin como el Comandante Edward Plank
- Holly Fulger como la tía Judy Kling-Plank
- Glenn McMillan como Bronley Hale
- Ben Easter como Sage Borealis
- Nathan Anderson como Proto Zoa
- Damon Berry como Pat Numbar
- Phumi Mthembu como Cassie
- Carol Reynolds como Selene
- Joanna Evans como la joven Selene
- Nikki Joshua como Cosmic Blush

Nota: Storms, Maltby, Pankin y Fulger son los únicos miembros del reparto que aparecen en las tres películas de Zenon.